# Wilhelm Lohmeyer
Wilhelm Lohmeyer (Bielefeld, 8 september 1912 – Hamburg, 27 december 2012) was een Duits botanicus die was gespecialiseerd in de vegetatiekunde. Zijn botanische standaardafkorting is W.Lohmeyer, maar in de vegetatiekunde wordt ook de geldige standaardafkorting Lohm. gebruikt.

## Biografie
Lohmeyer studeerde landschapsbeheer aan de Humboldtuniversiteit te Berlijn, de Philipps-Universiteit Marburg en de Friedrich-Schiller-Universität Jena. Tijdens zijn studie maakte hij kennis met de vegetatiekunde, waar hij zich verder in verdiepte.
Op voorstel van Reinhold Tüxen nam hij van 1936 tot 1937 deel aan een onderzoek naar plantengemeenschappen langs de Reichsautobahnen (een Duits snelwegennetwerk in de tijd van het nationaalsocialisme). Van 1938 tot 1940 werkte Lohmeyer voor een Duits onderzoekscentrum voor bosbouwkundige bodemwetenschap. In 1938 redigeerde hij vanuit plantensociologisch oogpunt de vegetatiekaart voor het bosbouwinstituut van Heldburg (Landkreis Hildburghausen). In de periode 1939–1945 was Lohmeyer lid van het squadron Forschungsstaffel z. b. V. (Forschungsstaffel zur besonderen Verwendung) van het Oberkommando der Wehrmacht.
Na de Tweede Wereldoorlog werkte Lohmeyer bij het Bundesanstalt für Vegetationskartierung in Stolzenau, dat in 1962 fuseerde met de federale instellingen Bundesanstalt für Naturschutz u. Landschaftspflege en  Bundesanstalt für Vegetationskunde, Naturschutz und Landschaftspflege. Vanaf 1976 heette deze instelling Bundesforschungsanstalt für Naturschutz und Landschaftsökologie en sinds 1993 Bundesamt für Naturschutz.
Lohmeyer ging in 1975 met pensioen. Hij stierf in Hamburg op 100-jarige leeftijd.

## Beschreven syntaxa
In de onderstaande lijst staan syntaxa die (mede) door Lohmeyer zijn beschreven en een artikel hebben op de Nederlandstalige Wikipedia.
Klassen
- klasse van ruderale gemeenschappen – Artemisietea vulgaris Lohm. et al. in Tx. 1950
- tandzaad-klasse – Bidentetea Tx., Lohm. & Prsg ex Von Rochow 1951

Verbonden
- verbond van veldbies-beukenbossen – Luzulo-Fagion Lohm. & Tx. in Tx. 1954
- verbond van berkenbroekbossen – Betulion pubescentis Lohm. & Tx. in Tx. 1959
- verbond van look-zonder-look – Galio-Alliarion Lohm. & Oberd. in Oberd. et al. 1967

Associaties
- associatie van look-zonder-look en dolle kervel – Alliario-Chaerophylletum temuli Lohm. 1949
- associatie van kleine brandnetel – Urtico-Malvetum neglectae Lohm. in Tx. 1950
- parelgras-beukenbos – Melico-Fagetum Lohm. in Seib. 1954
- associatie van raketten en kompassla – Erigeronto-Lactucetum Lohm. in Oberd. 1957